# Offensive line

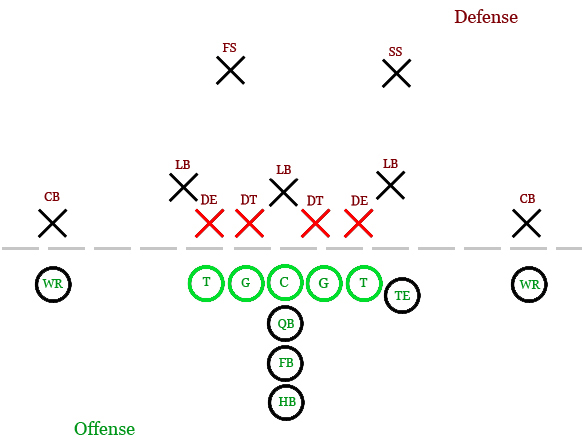
Schieramento degli offensive linemen nella linea d'attacco (in verde)

Nel football americano, la squadra che gioca in attacco deve schierare almeno 7 giocatori sulla linea di partenza dell'azione (una linea immaginaria parallela a quelle tracciate sul terreno, detta linea di scrimmage). Tra questi, gli offensive linemen sono gli uomini della linea di attacco e sono così chiamati perché prendono posizione sulla linea di scrimmage con una formazione compatta e in riga, che fronteggia i defensive linemen cioè gli uomini della linea di difesa il cui numero, nelle formazioni difensive più usate, varia da 3 a 5.

## Posizioni
La linea di attacco consta di quattro posizioni: il center (C, in italiano: centro), la guard (G, in italiano: guardia; detta anche offensive guard, OG), il tackle (T; detto più precisamente offensive tackle, OT, siccome esiste anche il defensive tackle, DT), e il tight end (TE).
Il centro è il giocatore della linea incaricato di dare inizio all'azione passando la palla tra le gambe al QB (il cosiddetto snap) alla chiamata di quello.
Sia alla sua destra che alla sua sinistra, prendono posizione una guardia e un tackle: questa è la linea d'attacco essenziale, minima ai termini del regolamento. Il Regolamento 2017 della National Collegiate Athletic Association (NCAA), Regola 1, Sezione 1, dichiara a proposito:
Più esterno ancora, può essere schierato il tight end.
I giocatori di linea possono essere marcati con la sigla generica OL (sta per Offensive Lineman) negli schemi in cui è irrilevante la differente funzione di tali ruoli.

### Numeri di maglia

#### NCAA
La numerazione delle maglie nella NCAA è poco rigida, siccome i roster delle squadre universitarie possono arrivare al limite di 105 giocatori (85 inseriti nel programma scolastico più 20 esterni). L'unica regola riguarda proprio i cinque giocatori della linea d'attacco essenziale che, come già citato, devono vestire numeri tra 50 e 79.

#### NFL
Nella NFL, ciascun ruolo deve avere un numero di maglia scelto in un intervallo prestabilito. Per i giocatori della linea offensiva, i numeri sono:
- center: 50 – 79
- offensive guard, offensive tackle: 60 – 79
- tight-end: 40 – 49, 80 – 89

## Postura
La postura di partenza degli uomini di linea può essere a 2, 3, oppure a 4 punte, dove per “punte” s'intendono le terminazioni degli arti (mani, piedi) che sono i punti di appoggio del giocatore.
Quindi: una posizione a due punte (in lingua inglese: 2-point stance) è quella in cui le mani non vengono appoggiate a terra, nella posizione a tre punte (3-point stance) viene appoggiata a terra una sola mano, e nella posizione a quattro punte (4-point stance) vengono appoggiate a terra entrambe le mani.
Ogni giocatore può avere una naturale preferenza per una particolare postura, tuttavia l'allenatore del reparto deve istruire i propri uomini all'assunzione di posture efficaci per la situazione più probabile che ad ogni azione si presenta sul campo di gioco.

### A due punte
Le mani del giocatore non devono stare sulle ginocchia poiché spesso è indice di affaticamento, ma le braccia dovrebbero essere leggermente distese davanti al corpo, i palmi rivolti verso il basso, le dita flesse, i gomiti aderenti al corpo, le ginocchia piegate e la schiena leggermente piegata. Il peso dev'essere centrato su tutto il piede o leggermente spostato verso la punta, ma mai sul tallone.
Molti allenatori ordinano la posizione a due punte in situazioni in cui è scontato che il quarterback opterà per un passaggio.

### A tre punte
La posizione intermedia, abbastanza buona per tutti gli sviluppi di gioco dell'attacco, è una evoluzione di quella a due punte: il giocatore deve piegare ulteriormente la schiena e appoggiare al terreno di gioco tre dita della mano forte, tenendo il palmo parallelo al terreno. La testa deve stare su, e lo sguardo dritto a sé. Il piede del lato forte (lo stesso della mano appoggiata a terra) deve stare leggermente arretrato rispetto all'altro, sollevato, cioè deve toccare con la parte tra le dita e l'arco, ed è il piede che darà la prima spinta in avanti.
Un modo efficace per testare la bontà della postura di partenza a 3 punte, è spostare bruscamente la mano di appoggio dal terreno: se il giocatore di linea cade in avanti, significa che egli non aveva assunto una buona postura. Se, invece, la perdita del punto d'appoggio non causerà grandi movimenti del corpo, la postura assunta era corretta.

### A quattro punte
La postura a quattro punte è la più reattiva: il giocatore appoggia a terra anche la seconda mano, distribuendo equamente il peso tra le mani e i piedi.
Questa posizione viene ordinata nelle situazioni di corsa molto probabile, per tenere bassa la linea e bruciare sul tempo gli avversari della linea di difesa, spostandoli per aprire i varchi usabili dal runningback.

## Compito
Il loro compito è quello di agevolare il gioco che viene sviluppato nel backfield offensivo (la zona del campo retrostante, alle loro spalle), aprendo varchi nella linea difensiva nel caso di uno schema in cui il portatore di palla dovrà correre in avanti, oppure proteggendo il quarterback dagli avversari che tenteranno di placcarlo creando la cosiddetta tasca.
Il tight end è l'unico uomo della linea d'attacco che può ricevere il pallone (vedi il paragrafo: L'eccezione del TE).

### La tasca
La tasca (in lingua inglese: passing pocket, oppure pocket), è l'area sottesa da un semicerchio creato dalla linea d'attacco attorno al regista, al fine di dargli il tempo necessario per valutare il gioco in evoluzione e lanciare la palla verso un ricevitore, senza essere disturbato dalla pressione fisica e psicologica della difesa.
Il regolamento ufficiale della National Football League (NFL) 2017, Regola 3, Sezione 26, dichiara questa definizione:

## Limitazioni
- Gli uomini della linea offensiva possono solo respingere gli avversari della linea difensiva e le incursioni di altri ruoli, senza afferrarli per la maglia e/o il corpo. Se afferrano la maglia e/o il corpo del difensore, incorrono nella penalità detta holding che viene sanzionata con l'annullamento dell'eventuale guadagno di terreno ottenuto dall'attacco, e un arretramento di 10 iarde della linea di scrimmage nell'azione successiva. La regola può essere interpretata elasticamente dagli arbitri preposti al controllo delle linee (Head linesman e Line judge) e/o dal capo-arbitro (il Referee), nel caso in cui la trattenuta non modifichi il corso dell'azione.[7]

- Al centro, alle guardie e ai tackle offensivi è vietato ricevere direttamente la palla dal QB, sono pertanto detti giocatori non eleggibili. Nel caso cambino ruolo, tale decisione tecnica dev'essere comunicata preventivamente al capo-arbitro.[8] Essi possono, al massimo, recuperare una palla persa ed eventualmente guadagnare terreno (iniziativa deprecata, è consigliata la copertura del fumble chiudendo immediatamente l'azione siccome tali uomini di linea, per le loro caratteristiche fisiche e atletiche, non sono idonei a portare la palla[9]).

### L'eccezione del TE

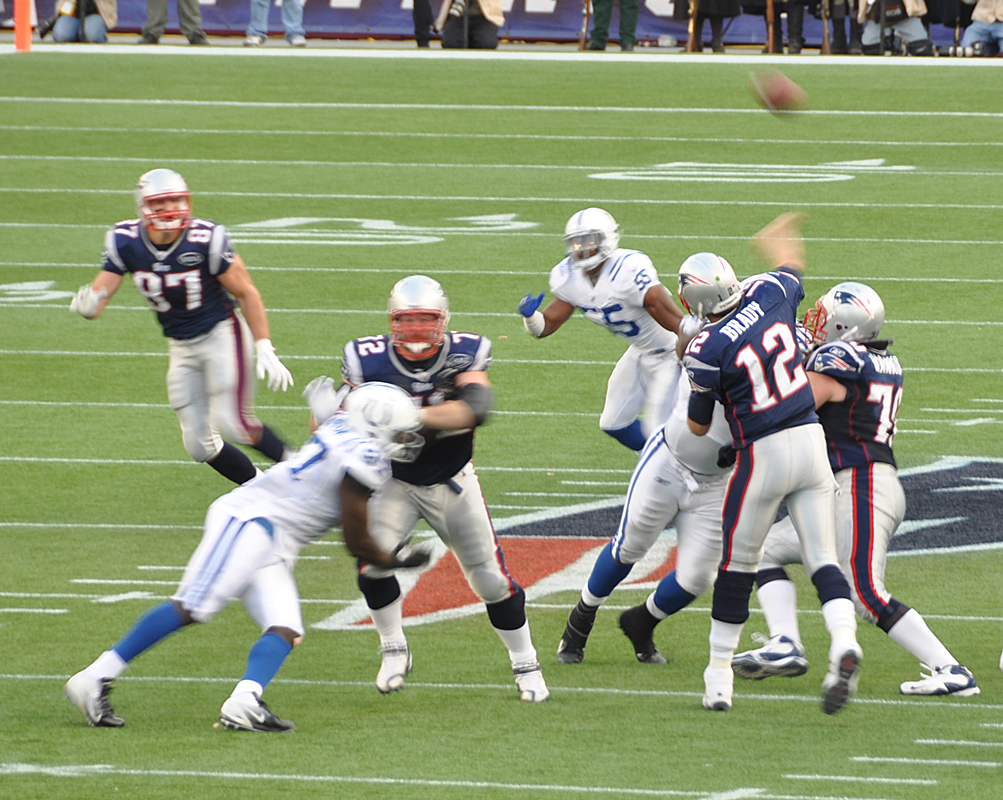
Rob Gronkowski (#87) si è staccato dalla linea d'attacco e corre una traccia per ricevere il pallone dalle mani di Tom Brady (#12)

Il tight end è l'unico giocatore della linea offensiva che può ricevere la palla.
Quindi, alla caratteristica robustezza fisica e all'abilità tecnica nel bloccare secondo regolamento gli avversari, deve abbinare buone doti atletiche (velocità, agilità) e una buona capacità di ricezione. Per l'eclettismo tattico, è considerato uno dei ruoli-chiave dell'attacco nel football americano.
La crescita dell'importanza del TE nella finalizzazione delle azioni nel football moderno è testimoniata dalla carriera del polacco-americano Robert Paxton Gronkowski detto Rob dei New England Patriots, giocatore dominante nella massima lega pro statunitense: tra i vari record della NFL battuti, nella stagione 2011 egli ha ricevuto per 1.327 iarde (nuovo record per un TE) e segnato 18 touchdown di cui 17 su ricezione, primo assoluto tra i giocatori eleggibili.
È possibile schierare più di un tight end ai lati della linea d'attacco, sulla linea di scrimmage e/o un passo indietro.